# Дезенцано-дель-Гарда
Дезенца́но-дель-Га́рда (итал. Desenzano del Garda, ломб. Dezensà) — коммуна в Италии, в провинции Брешиа области Ломбардия.
Население составляет 28 856 человек, плотность населения составляет 394 чел./км². Занимает площадь 60 км². Почтовый индекс — 25015. Телефонный код — 030.
Покровителем населённого пункта считается Святая Анджела Меричи (Sant Angela Merici). Праздник ежегодно празднуется 27 января.